# Атака на родовище Абкайк (2019)
Атака на родовище Абкайк (2019) — атака хуситів за допомогою дронів на найбільше у світі нафтове родовище в районі міста Абкайк на сході Саудівської Аравії, що відбулася 14 вересня 2019 в ході опосередкованого конфлікту між Іраном і Саудівською Аравією і громадянської війни в Ємені. Ця атака спричинила гігантську пожежу на цьому підприємстві державної компанії Saudi Aramco, що була ліквідована впродовж кількох годин, але спричинила тимчасове падіння добового саудівського видобутку нафти вдвічі (з 9,8 млн барелів до 4,1 млн барелів), що відповідає 5 % світового добового видобутку нафти.
Державний секретар США Майк Помпео заявив, що за атакою стоїть Іран

## Наслідки
Чиновники Саудівської Аравії заявили, що атаки змусили закрити споруди, скоротивши видобуток нафти в країні з 9,8 до приблизно 4,1 мільйона барелів нафти на день, втрачаючи 5,7 мільйона барелів нафти на день або близько 5 % від щоденного світового видобутку. Очікується, що станції повернуться до номінальної потужності до 16 вересня 2019 року, вони будуть використовувати нафту зі сховищь, щоб компенсувати нестачу. Однак інші посадовці уряду оцінили, час відновлення повного виробництва складе «тиждень, а не дні». Президент США Дональд Трамп заявив, що американські військові «наготові», але чекають, від саудівців, кого вони вважають причиною цього нападу.
Після відкриття ринку ввечері 15 вересня ціни на ф'ючерси на нафту Brent Crude зросли майже на 20 відсотків. Інші ринки також відчули вплив та занепокоєння щодо постачання нафти, включаючи бензин та мазут у США. Трамп санкціонував звільнення американського стратегічного резерву нафти для стабілізації цін на енергоносії в США.